# Trichaphodioides seminitidus
Trichaphodioides seminitidus är en skalbaggsart som beskrevs av Max Quedenfeldt 1884. Trichaphodioides seminitidus ingår i släktet Trichaphodioides och familjen Aphodiidae. Inga underarter finns listade i Catalogue of Life.